# Copa Mundial de Fútbol Playa 2000
La Copa Mundial de Fútbol Playa 2000 fue la sexta edición de este torneo invitacional de fútbol playa realizado en las ciudades de Copacabana y Marina da Dória en Brasil y que contó con la participación de 12 selecciones de Europa, América y Asia.
Brasil venció a Perú en la final del torneo para ganar el título por sexta ocasión consecutiva.

## Participantes
| - España - Portugal - Italia - Francia | - Alemania - Perú - Venezuela - Uruguay | - Argentina - Estados Unidos - Japón - Brasil |

## Fase de grupos

### Grupo A
| Nación   | Pts. | J | G | E | P | GF | GC | GD  |
| -------- | ---- | - | - | - | - | -- | -- | --- |
| Brasil   | 6    | 2 | 2 | 0 | 0 | 22 | 7  | 15  |
| Italia   | 3    | 2 | 1 | 0 | 1 | 9  | 14 | -5  |
| Alemania | 0    | 2 | 0 | 0 | 2 | 7  | 17 | -10 |

| Equipo 1 | Resultado | Equipo 2 |
| -------- | --------- | -------- |
| Brasil   | 10-4      | Italia   |
| Alemania | 3-12      | Brasil   |
| Italia   | 5-4       | Alemania |

### Grupo B
| Nación    | Pts. | J | G | E | P | GF | GC | GD |
| --------- | ---- | - | - | - | - | -- | -- | -- |
| Japón     | 6    | 2 | 2 | 0 | 0 | 7  | 6  | 1  |
| Portugal  | 3    | 2 | 1 | 0 | 1 | 8  | 6  | 2  |
| Argentina | 0    | 2 | 0 | 0 | 2 | 6  | 9  | -3 |

| Equipo 1  | Resultado | Equipo 2  |
| --------- | --------- | --------- |
| Portugal  | 5-3       | Argentina |
| Japón     | 5-4 (p)   | Portugal  |
| Argentina | 3-4       | Japón     |

### Grupo C
| Nación    | Pts. | J | G | E | P | GF | GC | GD |
| --------- | ---- | - | - | - | - | -- | -- | -- |
| Perú      | 6    | 2 | 2 | 0 | 0 | 8  | 2  | 6  |
| Venezuela | 3    | 2 | 1 | 0 | 1 | 4  | 1  | 3  |
| Francia   | 0    | 2 | 0 | 0 | 2 | 2  | 11 | -9 |

| Equipo 1  | Resultado | Equipo 2  |
| --------- | --------- | --------- |
| Perú      | 1-0       | Venezuela |
| Francia   | 2-7       | Perú      |
| Venezuela | 4-0       | Francia   |

### Grupo D
| Nación         | Pts. | J | G | E | P | GF | GC | GD |
| -------------- | ---- | - | - | - | - | -- | -- | -- |
| España         | 3    | 2 | 1 | 0 | 1 | 8  | 8  | 0  |
| Estados Unidos | 3    | 2 | 1 | 0 | 1 | 10 | 9  | 1  |
| Uruguay        | 3    | 2 | 1 | 0 | 1 | 8  | 9  | -1 |

| Equipo 1       | Resultado | Equipo 2       |
| -------------- | --------- | -------------- |
| Estados Unidos | 6-4       | Uruguay        |
| España         | 5-4       | Estados Unidos |
| Uruguay        | 4-3       | España         |

## Fase final

### Cuartos de final
| Equipo 1 | Resultado | Equipo 2       |
| -------- | --------- | -------------- |
| Japón    | 6-5       | Italia         |
| España   | 4-3       | Venezuela      |
| Perú     | 8-4       | Estados Unidos |
| Brasil   | 6-3       | Portugal       |

### Semifinales
| Equipo 1 | Resultado | Equipo 2 |
| -------- | --------- | -------- |
| Brasil   | 8-4       | España   |
| Perú     | 5-0       | Japón    |

### Tercer lugar
| Equipo 1 | Resultado | Equipo 2 |
| -------- | --------- | -------- |
| España   | 6-3       | Japón    |

### Final
| Equipo 1 | Resultado | Equipo 2 |
| -------- | --------- | -------- |
| Brasil   | 6-2       | Perú     |

## Campeón
| Copa Mundial de Fútbol Playa 2000 |
| --------------------------------- |
| Bandera de Brasil                 |
| Brasil 6º Título                  |

## Posiciones finales
| Pos. | Selección      |
| ---- | -------------- |
| 1    | Brasil         |
| 2    | Perú           |
| 3    | España         |
| 4    | Japón          |
| 5    | Venezuela      |
| 6    | Portugal       |
| 7    | Estados Unidos |
| 8    | Italia         |
| 9    | Uruguay        |
| 10   | Argentina      |
| 11   | Francia        |
| 12   | Alemania       |

## Premios

### Goleador
| Pos. | Nombre | Goles |
| ---- | ------ | ----- |
| 1    | Júnior | 13    |

### Mejor Jugador
| Nombre |
| ------ |
| Júnior |

### Mejor Portero
| Nombre |
| ------ |
| Kato   |